# Aeschynomene soniae
Aeschynomene soniae är en ärtväxtart som beskrevs av Gwilym Peter Lewis. Aeschynomene soniae ingår i släktet Aeschynomene och familjen ärtväxter. Inga underarter finns listade i Catalogue of Life.